# 265-я истребительная авиационная дивизия
 265-я истребительная авиационная Мелитопольская Краснознамённая ордена Суворова дивизия (265-я иад) — воинское соединение Вооружённых Сил СССР в Великой Отечественной войне.

## История наименований
- 265-я истребительная авиационная дивизия;
- 265-я истребительная авиационная Мелитопольская дивизия;
- 265-я истребительная авиационная Мелитопольская Краснознамённая дивизия;
- 265-я истребительная авиационная Мелитопольская Краснознамённая ордена Суворова дивизия;
- 175-я истребительная авиационная Мелитопольская Краснознамённая ордена Суворова дивизия;
- 58-я ракетная Мелитопольская Краснознамённая ордена Суворова дивизия;
- Полевая почта 10264.

## Формирование
265-я истребительная авиационная дивизия сформирована 27 июня 1942 года на основании Приказа НКО СССР.

## Переименование
265-я истребительная авиационная Мелитопольская Краснознамённая ордена Суворова дивизия в январе 1949 года переименована в 175-ю истребительную авиационную Мелитопольскую Краснознамённую ордена Суворова дивизию

## Переформирование
175-я истребительная авиационная Мелитопольская Краснознамённая ордена Суворова дивизия была переформирована в мае 1961 года в 58-ю ракетную дивизию с передачей всех регалий, наград и почётных наименований.

## В действующей армии
В составе действующей армии:
- с 9 июня 1942 года по 17 октября 1942 года
- с 7 апреля 1943 года по 22 июня 1943 года
- с 9 июля 1943 года по 3 августа 1943 года
- с 1 сентября 1943 года по 12 мая 1944 года
- с 22 июня 1944 года по 9 сентября 1944 года
- с 21 ноября 1944 года по 9 мая 1945 года

## В составе объединений
| Дата          | Фронт (округ)                                   | Армия                | Корпус                                 |
| ------------- | ----------------------------------------------- | -------------------- | -------------------------------------- |
| 09.06.1942 г. | Северо-Кавказский фронт                         | 5-я воздушная армия  | -                                      |
| 28.07.1942 г. | Северо-Кавказский фронт                         | 4-я воздушная армия  | -                                      |
| 10.08.1942 г. | Северная группа войск Закавказского фронта      | 4-я воздушная армия  | -                                      |
| 17.10.1942 г. | Резерв Верховного Главнокомандования            | -                    | 3-й штурмовой авиационный корпус       |
| 01.11.1942 г. | Резерв Верховного Главнокомандования            | -                    | -                                      |
| 06.12.1942 г. | Резерв Верховного Главнокомандования            | -                    | 4-й истребительный авиационный корпус  |
| 01.01.1943 г. | Резерв Верховного Главнокомандования            | -                    | 3-й истребительный авиационный корпус  |
| 07.04.1943 г. | Юго-Западный фронт                              | 17-я воздушная армия | 3-й истребительный авиационный корпус  |
| 16.04.1943 г. | Северо-Кавказский фронт                         | 4-я воздушная армия  | 3-й истребительный авиационный корпус  |
| 22.06.1943 г. | Степной военный округ                           | 5-я воздушная армия  | 3-й истребительный авиационный корпус  |
| 09.07.1943 г. | Степной фронт                                   | 5-я воздушная армия  | 3-й истребительный авиационный корпус  |
| 03.08.1943 г. | Резерв Верховного Главнокомандования            | -                    | 3-й истребительный авиационный корпус  |
| 01.09.1943 г. | Южный фронт                                     | 8-я воздушная армия  | 3-й истребительный авиационный корпус  |
| 20.10.1943 г. | 4-й Украинский фронт                            | 8-я воздушная армия  | 3-й истребительный авиационный корпус  |
| 12.05.1944 г. | Резерв Верховного Главнокомандования            | 8-я воздушная армия  | 3-й истребительный авиационный корпус  |
| 22.06.1944 г. | 3-й Белорусский фронт                           | 1-я воздушная армия  | 3-й истребительный авиационный корпус  |
| 09.09.1944 г. | Резерв Верховного Главнокомандования            | 6-я воздушная армия  | 3-й истребительный авиационный корпус  |
| 31.10.1944 г. | Резерв Верховного Главнокомандования            | -                    | 3-й истребительный авиационный корпус  |
| 21.11.1944 г. | 1-й Белорусский фронт                           | 16-я воздушная армия | 3-й истребительный авиационный корпус  |
| 10.06.1945 г. | Группа советских оккупационных войск в Германии | 16-я воздушная армия | 3-й истребительный авиационный корпус  |
| 20.02.1949 г. | Группа советских войск в Германии               | 24-я воздушная армия | 71-й истребительный авиационный корпус |
| 01.10.1951 г. | Белорусский военный округ                       | 26-я воздушная армия | 58-й истребительный авиационный корпус |
| 08.12.1952 г. | Прибалтийский военный округ                     | 30-я воздушная армия | -                                      |
| 30.05.1961 г. | Прибалтийский военный округ                     | 30-я воздушная армия | расформирована                         |

## Части и отдельные подразделения дивизии
За весь период своего существования боевой состав дивизии претерпевал изменения, в различное время в её состав входили полки:
| Период                        | Части                                 |
| ----------------------------- | ------------------------------------- |
| 09.06.1942 г. — 26.06.1942 г. | 166-й истребительный авиационный полк |
| 09.06.1942 г. — 19.07.1942 г. | 482-й истребительный авиационный полк |
| 04.07.1942 г. — 11.07.1942 г. | 166-й истребительный авиационный полк |
| 05.07.1942 г. — 16.07.1942 г. | 805-й истребительный авиационный полк |
| 13.07.1942 г. — 16.07.1942 г. | 864-й истребительный авиационный полк |
| 28.07.1942 г. — 05.09.1942 г. | 805-й истребительный авиационный полк |
| 29.07.1942 г. — 25.08.1942 г. | 68-й истребительный авиационный полк  |
| 10.02.1943 г. — 20.02.1949 г. | 291-й истребительный авиационный полк |
| 20.02.1949 г. — 05.05.1961 г. | 868-й истребительный авиационный полк |
| 10.02.1943 г. — 20.02.1949 г. | 402-й истребительный авиационный полк |
| 20.02.1949 г. — 24.12.1952 г. | 968-й истребительный авиационный полк |
| 10.02.1943 г. — 03.04.1947 г. | 812-й истребительный авиационный полк |

## Командиры дивизии
| Звание       | Имя                             | Период                      | Примечание |
| ------------ | ------------------------------- | --------------------------- | ---------- |
| Подполковник | Коробков Павел Терентьевич      | 09.06.1942 — 11.1942        |            |
| Подполковник | Минаев Алексей Васильевич       | 11.1942 — 02.1943           |            |
| Полковник    | Коробков Павел Терентьевич      | 02.1943 — 26.06.1943        |            |
| Полковник    | Карягин Александр Александрович | 27.06.1943 — 09.10.1946     |            |
| Полковник    | Исаев, Николай Васильевич       | октябрь 1946 — октябрь 1947 |            |

## Участие в сражениях и битвах
- Битва за Кавказ[5] — с 25 июля 1942 года по 17 октября 1942 года.
- Армавиро-Майкопская операция — с 6 августа 1942 года по 17 августа 1942 года.
- Новороссийская операция — с 19 августа 1942 года по 26 сентября 1942 года.
- Туапсинская операция — с 25 сентября 1942 года по 17 октября 1942 года.
- Воздушное сражение на Кубани[5] с 17 апреля 1943 года по 7 июня 1943 года
- Донбасская операция[5] с 1 сентября 1943 года по 22 сентября 1943 года
- Мелитопольская операция[5] с 26 сентября 1943 года по 5 ноября 1943 года
- Никопольско-Криворожская[5] с 30 января 1944 года по 29 февраля 1944 года
- Крымская операция[5] с 8 апреля 1944 года по 12 мая 1944 года
- Белорусская операция «Багратион»[5] с 23 июня 1944 года по 29 августа 1944 года
- Вильнюсская фронтовая наступательная операция[5] с 5 июля 1944 года по 20 июля 1944 года
- Каунасская наступательная операция[5] с 28 июля 1944 года по 28 августа 1944 года
- Висло-Одерская операция с 12 января 1945 по 3 февраля 1945 года
- Варшавско-Познанская наступательная операция с 14 января 1945 года по 3 февраля 1945 года
- Восточно-Померанская операция[5] с 10 февраля 1945 года по 20 марта 1945 года
- Берлинская наступательная операция[5] с 16 апреля 1945 года по 8 мая 1945 года

## Почётные наименования
- 265-й истребительной авиационной дивизии 23 октября 1943 года присвоено почётное наименование «Мелитопольская»[7]
- 402-му истребительному авиационному полку за отличие в боях с немецкими захватчиками за освобождение города Севастополь 24 мая 1944 года присвоено почётное наименование «Севастопольский»[8]
- 812-му истребительному авиационному полку за отличие в боях с немецкими захватчиками за освобождение города Севастополь 24 мая 1944 года присвоено почётное наименование «Севастопольский»[8]
- 291-му истребительному авиационному полку за отличие в боях по прорыву обороны немцев на реке Неман 12 августа 1944 года присвоено почётное наименование «Неманский»[9]

| Як-7УТ | Як-9УМ | Як-7 |

## Награды
- 265-я истребительная авиационная Мелитопольская дивизия за образцовое выполнение заданий командования в боях за освобождение города Севастополь и проявленные при этом доблесть и мужество Указом Президиума Верховного Совета СССР от 24 мая 1944 года награждена орденом «Красного Знамени»[10].
- 265-я истребительная авиационная Мелитопольская Краснознасённая дивизия Указом Президиума Верховного Совета СССР награждена орденом «Суворова II степени».
- 291-й Неманский истребительный авиационный полк за образцовое выполнение боевых заданий командования в боях при прорыве обороны немцев и наступлении на Берлин и проявленные при этом доблесть и мужество Указом Президиума Верховного Совета СССР от 28 мая 1945 года награждён орденом «Суворова III степени».
- 402-й Севастопольский истребительный авиационный полк за образцовое выполнение заданий командования в боях с немецкими захватчиками при форсировании реки Березина, за овладение городом Борисов и проявленные при этом доблесть и мужество Указом Президиума Верховного Совета СССР от 10 июля 1944 года награждён орденом «Боевого Красного Знамени».
- 402-й Севастопольский Краснознамённый истребительный авиационный полк за образцовое выполнение заданий командования в боях с немецкими захватчиками при овладении городами Бельгард, Трептов, Грайфенберг, Каммин, Гюльцов, Платтен и проявленные при этом доблесть и мужество Указом Президиума Верховного Совета СССР от 26 апреля 1945 года награждён орденом «Суворова III степени».
- 812-й Севастопольский истребительный авиационный полк за образцовое выполнение заданий командования в боях с немецкими захватчиками при форсировании реки Березина, за овладение городом Борисов и проявленные при этом доблесть и мужество Указом Президиума Верховного Совета СССР от 10 июля 1944 года награждён орденом «Боевого Красного Знамени».
- 812-й Севастопольский Краснознамённый истребительный авиационный полк за образцовое выполнение боевых заданий командования в боях при прорыве обороны немцев и наступлении на Берлин и проявленные при этом доблесть и мужество Указом Президиума Верховного Совета СССР от 28 мая 1945 года награждён орденом «Суворова III степени».

## Благодарности Верховного Главнокомандования
За проявленные образцы мужества и героизма Верховным Главнокомандующим дивизии объявлялись благодарности:
- За освобождение города Мелитополь[11]
- За освобождение города Симферополь[12]
- За овладение городами Сохачев, Скерневице и Лович[13]
- За овладение городами Лодзь, Кутно, Томашув (Томашов), Гостынин и Ленчица[14]
- За овладение городом Быдгощ (Бромберг)[15]
- За овладение городами Штаргард, Наугард, Польцин[16]
- За овладение городом Альтдамм[17]

За проявленные образцы мужества и героизма Верховным Главнокомандующим дивизии в составе корпуса объявлялись благодарности:
- За прорыв обороны немцев на их плацдарме южнее города Никополь[18]
- За прорыв сильно укреплённой обороны противника на Перекопском перешейке[19]
- За освобождение города Севастополь[20]
- За освобождение города Орша[21]
- За овладение городом Минск[22]
- За овладение городом Вильнюс[23]
- За овладение городом и крепостью Каунас (Ковно)[24]
- За овладение городом Варшава[25]
- За овладение городами Влоцлавек, Бжесць-Куявски и Коло[26]
- За овладение городами Хоэнзальца (Иновроцлав), Александров, Аргенау и Лабишин[27]
- За овладение городами Бервальде, Темпельбург, Фалькенбург, Драмбург, Вангерин, Лабес, Фрайенвальде, Шифелъбайн, Регенвальде и Керлин[28]
- За овладение городами Бельгард, Трептов, Грайфенберг, Каммин, Гюльцов, Плате[29]
- За овладение городами Голлнов, Штепенитц и Массов[30]
- За овладение городами Франкфурт-на-Одере, Вандлитц, Ораниенбург, Биркенвердер, Геннигсдорф, Панков, Фридрихсфелъде, Карлсхорст, Кепеник и вступление в столицу Германии город Берлин[31]
- За овладение городами Науен, Эльшталь, Рорбек, Марквардт и Кетцин[32]
- За овладение городами Ратенов, Шпандау, Потсдам[33]
- За овладение городом Бранденбург[34]
- За овладение городом Берлин[35]

## Отличившиеся воины дивизии
- Анкудинов Егор Ефремович, майор, заместитель командира 812-го истребительного авиационного полка 265-й истребительной авиационной дивизии 3-го истребительного авиационного корпуса 16-й воздушной армии 15 мая 1946 года удостоен звания Герой Советского Союза. Золотая Звезда № 7011.
- Абдрашитов Шамиль Мунасыпович, лейтенант, заместитель командира эскадрильи 402-го истребительного авиационного полка 265-й истребительной авиационной дивизии 3-го истребительного авиационного корпуса 8-й воздушной армии 2 августа 1944 года удостоен звания Герой Советского Союза. Посмертно.
- Балашов Георгий Сергеевич, капитан, командир эскадрильи 402-го истребительного авиационного полка 265-й истребительной авиационной дивизии 3-го истребительного авиационного корпуса 8-й воздушной армии 1 июля 1944 года удостоен звания Герой Советского Союза. Золотая Звезда № 4079.
- Басков Владимир Сергеевич, майор, командир эскадрильи 291-го истребительного авиационного полка 265-й истребительной авиационной дивизии 3-го истребительного авиационного корпуса 16-й воздушной армии 23 февраля 1948 года удостоен звания Герой Советского Союза. Золотая Звезда № 7904.
- Гаврилин Павел Фёдорович, лейтенант, командир звена 402-го истребительного авиационного полка 265-й истребительной авиационной дивизии 3-го истребительного авиационного корпуса 16-й воздушной армии 15 мая 1946 года удостоен звания Герой Советского Союза. Золотая Звезда № 7012.
- Джабидзе Давид Васильевич, капитан, командир эскадрильи 812-го истребительного авиационного полка 265-й истребительной авиационной дивизии 3-го истребительного авиационного корпуса 16-й воздушной армии 15 мая 1946 года удостоен звания Герой Советского Союза. Золотая Звезда № 9006.
- Дугин Николай Дмитриевич, капитан, штурман 402-го истребительного авиационного полка 265-й истребительной авиационной дивизии 3-го истребительного авиационного корпуса 16-й воздушной армии 15 мая 1946 года удостоен звания Герой Советского Союза. Посмертно.
- Егорович Владимир Алексеевич, капитан, командир эскадрильи 402-го истребительного авиационного полка 265-й истребительной авиационной дивизии 3-го истребительного авиационного корпуса 16-й воздушной армии 15 мая 1946 года удостоен звания Герой Советского Союза. Золотая Звезда № 7015.
- Калашников Виктор Васильевич, капитан, командир эскадрильи 291-го истребительного авиационного полка 265-й истребительной авиационной дивизии 16-й воздушной армии 12 мая 1997 года удостоен звания Герой России. Медаль № 399.
- Конобаев Василий Сергеевич, младший лейтенант, заместитель командира эскадрильи 291-го истребительного авиационного полка 265-й истребительной авиационной дивизии 8-й воздушной армии Южного фронта 13 апреля 1944 года удостоен звания Герой Советского Союза. Посмертно.
- Лавренов Александр Филиппович, лейтенант, помощник по воздушно-Стрелковой Службе командира 291-го истребительного авиационного полка 265-й истребительной авиационной дивизии 3-го истребительного авиационного корпуса 4-й воздушной армии 1 ноября 1943 года удостоен звания Герой Советского Союза. Золотая Звезда № 1273.
- Манукян Акоп Балабекович, капитан, помощник по воздушно-Стрелковой Службе командира 402-го истребительного авиационного полка 265-й истребительной авиационной дивизии 3-го истребительного авиационного корпуса 16-й воздушной армии 15 мая 1946 года удостоен звания Герой Советского Союза. Золотая Звезда № 7017.
- Нестеренко Григорий Карпович, лейтенант, старший лётчик 291-го истребительного авиационного полка 265-й истребительной авиационной дивизии 3-го истребительного авиационного корпуса 8-й воздушной армии 1 ноября 1943 года удостоен звания Герой Советского Союза. Посмертно.
- Павлушкин Николай Сазонович, старший лейтенант, командир эскадрильи 402-го истребительного авиационного полка 265-й истребительной авиационной дивизии 3-го истребительного авиационного корпуса 8-й воздушной армии 1 июля 1944 года удостоен звания Герой Советского Союза. Золотая Звезда № 4054.
- Пивоваров Михаил Евдокимович, старший лейтенант, командир эскадрильи 402-го истребительного авиационного полка 265-й истребительной авиационной дивизии 3-го истребительного авиационного корпуса 16-й воздушной армии 15 мая 1946 года удостоен звания Герой Советского Союза. Золотая Звезда № 7010.
- Рубахин Анатолий Ермолаевич, майор, командир 402-го истребительного авиационного полка 265-й истребительной авиационной дивизии 3-го истребительного авиационного корпуса 1-й воздушной армии 23 февраля 1945 года удостоен звания Герой Советского Союза. Золотая Звезда № 4693.
- Тищенко Александр Трофимович, капитан, штурман 812-го истребительного авиационного полка 265-й истребительной авиационной дивизии 3-го истребительного авиационного корпуса 16-й воздушной армии 15 мая 1946 года удостоен звания Герой Советского Союза. Золотая Звезда № 9012.
- Фёдоров Иван Васильевич, старший лейтенант, командир эскадрильи 812-го истребительного авиационного полка 265-й истребительной авиационной дивизии 3-го истребительного авиационного корпуса 1-й воздушной армии у 26 октября 1944 года удостоен звания Герой Советского Союза. Золотая Звезда № 4506.
- Шпуняков Сергей Павлович, старший лейтенант, заместитель командира эскадрильи 402-го истребительного авиационного полка 265-й истребительной авиационной дивизии 3-го истребительного авиационного корпуса 16-й воздушной армии 15 мая 1946 года удостоен звания Герой Советского Союза. Золотая Звезда № 7045.
- Щербаков Иван Иванович, капитан, командир эскадрильи 176-го Гвардейского истребительного авиационного полка 265-й истребительной авиационной дивизии 3-го истребительного авиационного корпуса 16-й воздушной армии 15 мая 1946 года удостоен звания Герой Советского Союза. Золотая Звезда № 8984.